# Osornolobus
Osornolobus là một chi nhện trong họ Orsolobidae.